# Перегон (фильм)
«Перего́н» — российский художественный фильм Александра Рогожкина, снятый в 2006 году.

## Сюжет
Начало 1943 года, Чукотка, специальный аэродром трассы «Алсиб». Американские и советские военные лётчики через Аляску и Сибирь перегоняют на фронт полученные по «ленд-лизу» американские истребители «Аэрокобра».
Молодой советский пилот, младший лейтенант Константин Туровский (Иван Прилль), влюбляется в американскую лётчицу Мэри Мак-Kлейн (Кэтрин Инноченте).
Неожиданно погибает комендант аэродрома Фома Юрченко (Алексей Серебряков), тело которого с пулевым ранением найдено неподалёку от посёлка. Раненый и контуженый на фронте Фома Юрченко постоянно конфликтовал как с персоналом аэродрома, так и с лётчиками, поэтому недоброжелателей у него хватало. Из Москвы для раскрытия этого убийства прилетает следователь НКВД Яков Гуцава (Кирилл Ульянов). Младший лейтенант Туровский, у которого накануне был конфликт с комендантом аэродрома Юрченко, арестован.

## В ролях
| Актёр               | Роль                                                               |
| ------------------- | ------------------------------------------------------------------ |
| Алексей Серебряков  | комендант аэродрома, капитан Фома Юрченко                          |
| Анастасия Немоляева | библиотекарь и переводчица Ирина Владимировна Зарева, жена Юрченко |
| Даниил Страхов      | начальник аэродрома, капитан Лисневский Сергей Михайлович          |
| Юрий Ицков          | политрук Свист                                                     |
| Светлана Строганова | повариха Валентина                                                 |
| Юрий Орлов          | повар, осуждённый авиаконструктор Ромодановский Роман Денисович    |
| Дмитрий Лысенков    | лётчик, «Барон»                                                    |
| Андрей Шибаршин     | младший лейтенант, «Морзе»                                         |
| Олег Малкин         | лейтенант Денис Нулин, «Очко»                                      |
| Иван Прилль         | лейтенант Туровский, «Туз»                                         |
| Кэтрин Инноченте    | лётчица ВВС США Мак-Клейн                                          |
| Сара Маргарет Ратли | лётчица ВВС США Типпи                                              |
| Кирилл Ульянов      | старший лейтенант НКВД Яков Ларионович Гуцава                      |
| Андрей Фомин        | сержант НКВД Пётр Черных                                           |
| Роман Кельчин       | водитель пожарной машины Семён                                     |
| Алексей Петров      | подросток, помощник Семёна Василий Попов                           |
| Сергей Константинов | охотник Ринтын                                                     |

## Съёмочная группа
- Сценарий и постановка — Александр Рогожкин
- Продюсер — Сергей Сельянов
- Оператор-постановщик — Андрей Жегалов
- Художник-постановщик — Владимир Дятленко
- Монтаж — Юлия Румянцева
- Композитор — Дмитрий Павлов
- Звукорежиссёр — Анатолий Гудковский

## Съёмки
- Съемки проходили на Кольском полуострове в посёлке Лиинахамари (окрестности аэродрома), в 20 км от Великого Новгорода (аэродром), а также в посёлке Осиновец на берегу Ладожского озера.
- В картине задействовано много единиц воздушной техники. В воздухе снимались спортивные самолёты Як-52, на земле — полноразмерные макеты истребителей «Аэрокобра».
- В фильме допущено множество анахронизмов, из которых можно отметить наличие красных звёзд без белого канта на самолётах советской транспортной авиации в 1943 году, хотя они практически были выведены из использования в конце 1942 года, а также применение американцами полос вторжения на транспортных самолётах в 1943 году, в то время как такая разметка была введена лишь перед вторжением в Нормандию в 1944 году.
- Хотя по сюжету фильма передача самолётов происходит на Чукотке, реальное место, где советские лётчики принимали эстафету по перегонке самолётов от американских коллег, находилось в городе Фэрбанкс на Аляске (США).